# Edgar Jaffé

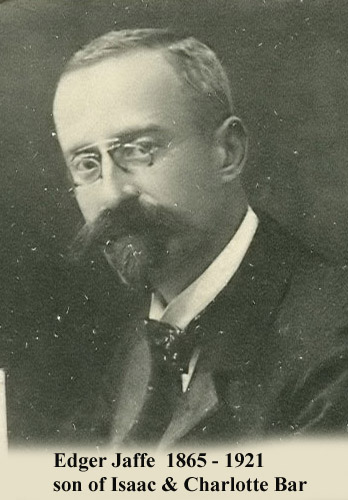
Edgar Jaffé (1902)

Edgar Jaffé (* 14. Mai 1866 in Hamburg; † 29. April 1921 in München) war ein deutscher Nationalökonom, Politiker (USPD) und bayerischer Finanzminister unter Kurt Eisner.

## Leben
Edgar Jaffé war jüdischer Herkunft und wurde als Kind getauft. Sein Vater war der Großkaufmann Isaac Joseph Jaffé (1806–1890) und seine Mutter Charlotte Rosa Beer (1833–1888). Aus der ersten Ehe seines Vaters mit Pauline Goldschmidt (1819–1854) hatte Edgar Jaffé einen Halbbruder Ludwig (1845–1923).
Edgar Jaffé besuchte die Elementarschule in Hamburg und später das Realgymnasium in Gotha bis zur Obersekunda. Mit siebzehn Jahren trat er auf Wunsch des Vaters eine kaufmännische Lehre in einem Hamburger Handelshaus an. 1888 übernahm er als Juniorpartner ein von seinem Vater gegründetes Textilexportgeschäft in Manchester. Dank einer großen Erbschaft war er nach dem Tod seiner Eltern finanziell unabhängig geworden und gab 1898 den von ihm nicht geliebten Kaufmannsberuf auf. Er studierte Nationalökonomie in Berlin bei akademischen Lehrern wie Gustav von Schmoller, Max Sering und Adolph Wagner. 1901 wurde er an der Ruprecht-Karls-Universität Heidelberg mit einer Dissertation über Arbeitsteilung im englischen Bankwesen zum Dr. phil. promoviert und habilitierte drei Jahre später an selber Stelle.
Gemeinsam mit seinem ehemaligen Professor Max Weber und Werner Sombart übernahm er 1904 die Redaktion des Archivs für Sozialwissenschaften und Sozialpolitik. Ab 1910 lehrte Jaffé Volkswirtschaft in München an der Handelshochschule, die von Moritz Julius Bonn geleitet wurde. 1916 gründeten Edgar Jaffé und der bayerische Verkehrsminister Heinrich von Frauendorfer die Europäische Staats- und Wirtschaftszeitung, die ein Bruder von Jaffé in Berlin herausgab.
Jaffés Münchner Haus galt als ein Zentrum der Schwabinger Bohème. Ab 1900 war er ein häufiger Gast in Locarno und Ascona. Zwischen 1901 und 1903 wurde in seinem Auftrag durch den Architekten Ewald Becher in der Berliner Wallotstraße die heute so genannte „Villa Jaffé“ errichtet, in der Jaffé jedoch nie gewohnt hat. 1902 heirateten Edgar Jaffé und die Sozialwissenschaftlerin Else von Richthofen. Während der Ehe wurden vier Kinder geboren: Friedrich „Friedel“ (1903–1995), der sich nach der Emigration in die USA Friedel Jeffrey nannte, Marianne (1905–1991), Peter (1907–1915) und Hans (1909–1977). Vom Winter 1909/1910 an hatte seine Frau eine Beziehung mit den Soziologen Alfred Weber, trennte sich 1911 von Jaffé und zog in die Nähe von München.
Im Katalog anlässlich der Heidelberger Ausstellung über Alfred Weber im Jahr 2003 heißt es dazu:
1907 erhält Alfred Weber einen Ruf an die Heidelberger Universität. Dort trifft er auf seinen (berühmteren) Bruder Max Weber. Nicht nur wissenschaftliche Gegensätze trennen die beiden Männer. Sie lieben auch noch dieselbe Frau: Else Jaffé hatte bei Max Weber promoviert und heiratete den Geschäftsmann Edgar Jaffé. „Von der erotischen Befreiungsbewegung der Jahrhundertwende erfasst“, so schreibt der Katalog, „hat sie mehrere außereheliche Beziehungen.“ Dazu zählen die Brüder Max und Alfred Weber, aber auch der Psychiater Otto Gross. Alfred Weber schreibt rund 13000 Briefseiten an sie. Nach dem Tod ihres Mannes zieht Else Jaffé 1925 nach Heidelberg in eine prachtvolle Wohnung in der Bismarckstraße (heute Hotel Europa), 1931 mieten Weber und seine Lebensgefährtin zwei nebeneinander liegende Wohnungen in der Bachstraße 24.
Im Ersten Weltkrieg gründete Jaffè zusammen mit Heinrich von Frauendorfer im Jahr 1915 einen geheimen Zirkel zur Diskussion der Kriegsziele. Im selben Jahr verteidigte er England gegen den in deutschnationalen Kreisen weit verbreiteten Vorwurf der Kriegstreiberei.
Vom 8. November 1918 an war Jaffé Finanzminister des Freistaats Bayern unter Kurt Eisner. Seine kurze politische Tätigkeit stand im Zeichen der sich anbahnenden Auseinandersetzung zwischen Bayern und dem Reich um die Neugestaltung der Finanzhoheit im Zuge der Erzbergerschen Reformen, in der Jaffé energisch einen föderalistischen Standpunkt vertrat. Er begründete zudem die Verwaltung des ehemaligen Kronguts (umgangssprachlich Krongutsverwaltung) und erklärte die ehemalige Zivilliste zum Staatseigentum. Bei der Wahl zur Deutschen Nationalversammlung am 19. Januar 1919 trat er erfolglos für die USPD an. Jaffé blieb auch nach der Ermordung Eisners am 21. Februar 1919 im Übergangskabinett Segitz bis zum 17. März 1919 geschäftsführend im Amt. Dem Kabinett Hoffmann gehörte er nicht mehr an und zog sich aus der Politik zurück.

## Erkrankung und Tod
Nach der Übergabe des Finanzministeriums an seinen Nachfolger fiel Jaffé in eine schwere Depression. Im Juni 1919 begab er sich zur Behandlung in die private Münchner Kuranstalt Neufriedenheim. Sein Zustand verschlechterte sich dort kontinuierlich. Nach 20-monatigem Aufenthalt verstarb Jaffé am 29. April 1921 in Neufriedenheim. Von der Ermordung Kurt Eisners und den Ereignissen bei der Niederschlagung der Münchner Räterepublik und dem Rücktritt des Kabinetts hatte er sich nie mehr richtig erholt. Hans Jäger und Franz Menges gaben in ihren Jaffé-Biografien ein Sanatorium in Ebenhausen (Schäftlarn) als Sterbeort an. Diese Information hat sich weit verbreitet, konnte aber im Jahr 2023 eindeutig widerlegt werden.

## Veröffentlichungen
- Das englische Bankwesen. Duncker & Humblot, Leipzig 1904
- Grundfragen der englischen Volkswirtschaft. Gemeinsam mit Rudolf Leonhard, Theodor Vogelstein u. Moritz Julius Bonn. Duncker & Humblot, München 1913